# Contribuição para o Financiamento da Seguridade Social
Contribuição para o Financiamento da Seguridade Social (COFINS) é uma contribuição federal brasileira, de natureza tributária, incidente sobre a receita bruta das empresas em geral, destinada a financiar a seguridade social, a qual abrange a previdência social, a saúde e a assistência social. 
A autorização constitucional para a criação da COFINS, contribuição incidente sobre a receita bruta e destinada à Seguridade Social, está centrada na alínea “b” do inciso I do artigo 195 da Constituição Federal (CF).
No plano infraconstitucional, a Lei Complementar nº 70, de 30 de dezembro de 1991, instituiu a COFINS. Posteriormente, unificou-se a legislação da Contribuição para o PIS/Pasep e da COFINS incidentes sobre o faturamento com a edição da Lei nº 9.718, de 27 de novembro de 1998.
O regime de apuração não cumulativa da COFINS foi instituído pela Lei nº 10.833, de 29 de dezembro de 2003. Tal regime, em linhas gerais, permite a apropriação de créditos relativos à aquisição de mercadorias e insumos, bem como referentes a encargos e despesas que serão, posteriormente, deduzidos dos débitos apurados da aludida contribuição.

## Contribuintes
São contribuintes da COFINS as pessoas jurídicas de direito privado em geral, inclusive as pessoas a elas equiparadas pela legislação do Imposto de Renda. As microempresas e as empresas de pequeno porte optantes pelo regime do Simples Nacional (Lc 123/2007) também pagam o tributo por dentro do Simples Nacional.
Podemos ainda implicar na COFINS dois sujeitos. O sujeito ativo, (o ente federativo tributante), e o sujeito passivo, (o contribuinte).

## Fato gerador
Consagram como fato gerador da COFINS o faturamento mensal, assim entendido como a receita bruta decorrente da venda de mercadorias ou da prestação de serviços.

## Base de cálculo
Tem por base de cálculo:
- O faturamento mensal (receita bruta da venda de bens e serviços), ou
- O total das receitas auferidas pela pessoa jurídica.[1]

## Alíquotas
Existem duas regras gerais de apuração, quais sejam, a cumulativa e a não cumulativa, em que pese a existência de regimes especiais de apuração

### Regime cumulativo
Os contribuintes enquadrados regime tributário lucro presumido ou arbitrado estão sujeitos à incidência cumulativa do COFINS, através da alíquota de 3% sobre a base de cálculo.

### Regime não cumulativo
A possibilidade da não cumulatividade deu-se com a publicação da lei 10.833/2003, onde as empresas optantes pelo lucro real, a partir de 1º de fevereiro de 2004, descontariam da receita bruta os créditos da contribuição. No entanto, nestes casos, a alíquota passou de 3% para 7,6%.
Com exceção à esta regra as instituições financeiras, cooperativas de crédito, empresas de securitização de créditos imobiliários e  financeiros, operadoras de planos de assistência à saúde, empresas particulares que exploram serviços de vigilância e de transporte de valores e as sociedades cooperativas (exceto as sociedades cooperativas de produção agropecuária e as sociedades cooperativas de consumo), não se sujeitam à modalidade não cumulativa da COFINS.

## A exclusão do ICMS da base de cálculo do COFINS
Por maioria de votos, o Plenário do Supremo Tribunal Federal (STF), em sessão no dia 15/03/2017, decidiu que o Imposto Sobre Circulação de Mercadorias e Serviços (ICMS) não integra a base de cálculo das contribuições para o Programa de Integração Social (PIS) e a Contribuição para o Financiamento da Seguridade Social (Cofins). Ao finalizar o julgamento do Recurso Extraordinário (RE) 574706, com repercussão geral reconhecida, os ministros entenderam que o valor arrecadado a título de ICMS não se incorpora ao patrimônio do contribuinte e, dessa forma, não pode integrar a base de cálculo dessas contribuições, que são destinadas ao financiamento da seguridade social.
A Receita Federal por meio da Solução de Consulta Interna COSIT Nº 13, DE 18 DE OUTUBRO DE 2018 definiu que os valores de ICMS a serem excluídos da base de cálculo do COFINS é:
a) o montante a ser excluído da base de cálculo mensal da contribuição é o valor mensal do ICMS a recolher, conforme o entendimento majoritário firmado no julgamento do Recurso Extraordinário nº 574.706/PR, pelo Supremo Tribunal Federal; 

## COFINS sobre importação
Existe incidência da COFINS sobre as importações, onde a alíquota geral é de 7,6%, existindo alíquotas específicas para operações de vendas de produtores, distribuidores ou importadores de combustíveis, produtos farmacêuticos, perfumaria, toucador, higiene pessoal, máquinas e veículos, autopeças, pneus novos de borracha, câmaras de ar de borracha, querosene de aviação, embalagens para bebidas, água, refrigerante, cerveja e preparações compostas e papel imune a impostos.
A base constitucional para instituição da COFINS – Importação está disposta no inciso II do § 2º do artigo 149, da CF e no inciso IV do artigo 195, da CF, ambos incluídos pela Emenda Constitucional nº 42, de 19 de dezembro de 2003.
Ordinariamente, a Lei nº 10 865, de 30 de abril de 2004, instituiu a COFINS-Importação. O referido diploma legal em seu artigo 15 prevê o direito ao crédito somente aos contribuintes que estiverem sujeitos ao regime de apuração não cumulativa da referida contribuição, previsto na Lei nº 10 833, de 2003.

## Reforma tributária
Com a promulgação da Emenda Constitucional nº 132/2023, que instituiu a Reforma Tributária, foi criada a Contribuição sobre Bens e Serviços (CBS), um Imposto sobre Valor Agregado (IVA) com o objetivo de unificar e substituir os atuais tributos federais sobre consumo: o PIS, a Cofins e o IPI. Com a medida, ocorrerá a extinção do PIS e da COFINS a partir de 1º de janeiro de 2027.